# 伊予上灘駅
伊予上灘駅（いよかみなだえき）は、愛媛県伊予市双海町高岸にある四国旅客鉄道（JR四国）予讃線の駅である。駅番号はS08。「愛ある伊予灘線」の愛称区間に含まれている。旧双海町の代表駅であった。

## 歴史
- 1932年（昭和7年）12月1日：鉄道省の駅として開設[3]。
- 1971年（昭和46年）11月8日：貨物取扱廃止[3]。
- 1984年（昭和59年）2月1日：荷物扱い廃止[3]。
- 1987年（昭和62年）4月1日：国鉄分割民営化によりJR四国の駅となる[3]。
- 1991年（平成3年）11月21日：伊予上灘 - 伊予白滝間CTC化に伴い無人駅化[4]。
- 2014年（平成26年）3月15日：予讃線伊予市 - 伊予長浜 - 伊予大洲間の愛称が愛ある伊予灘線となる。

## 駅構造
相対式ホーム2面2線を有する地上駅。跨線橋は無く対向ホームへは構内踏切を利用する。かつては直営駅であったが後に無人駅となった。自動券売機はない。
2015年3月末、トイレが男女及び車椅子専用の水洗式に改修された。

### のりば
| のりば | 路線                      | 方向 | 行先                           |
| ------ | ------------------------- | ---- | ------------------------------ |
| 1      | ■予讃線（愛ある伊予灘線） | 上り | 伊予市・松山方面               |
| 2      | ■予讃線（愛ある伊予灘線） | 下り | 伊予長浜・伊予大洲・宇和島方面 |

- かつて、一部の臨時急行列車が停車していた[要出典]。

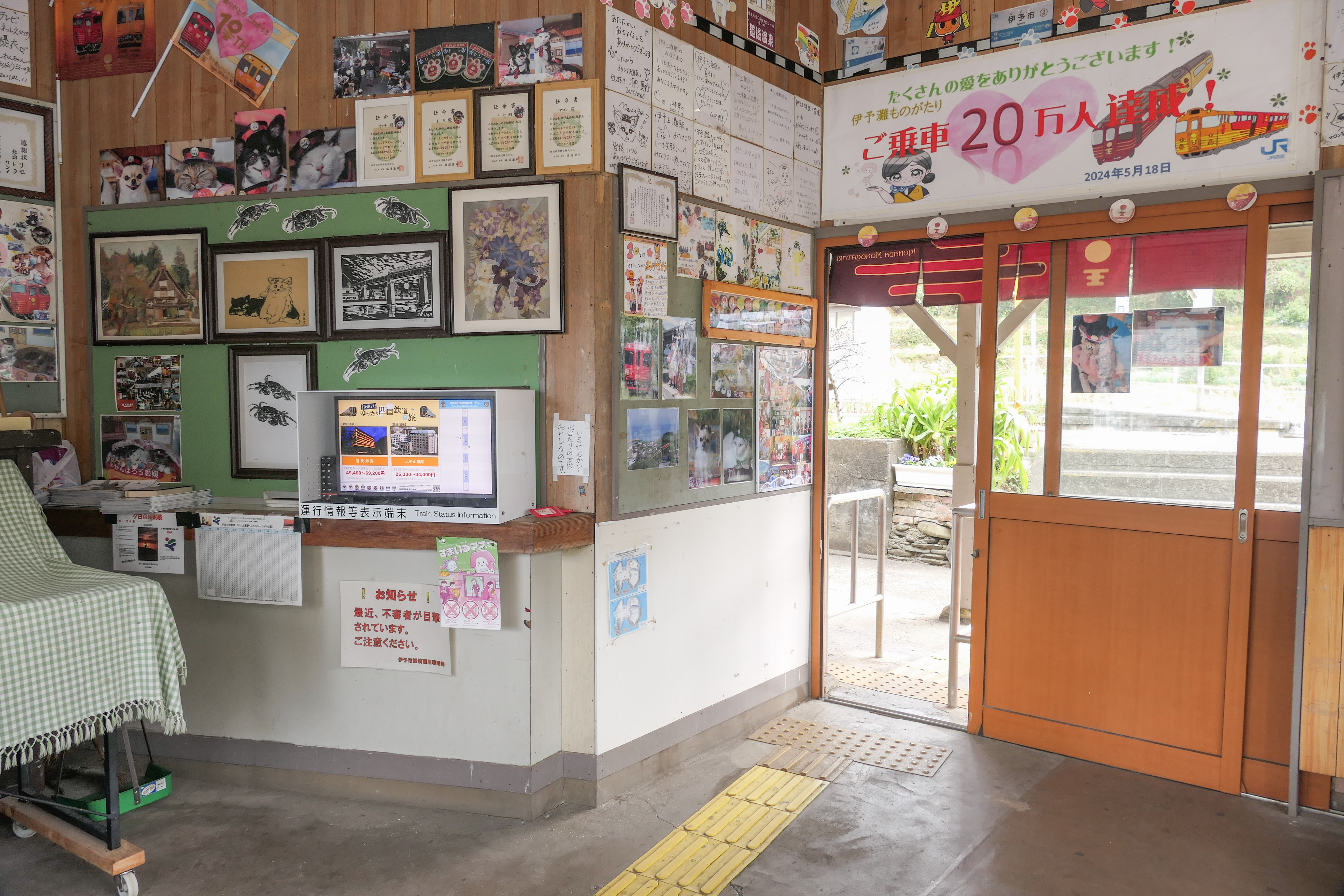
駅舎内（2025年1月）
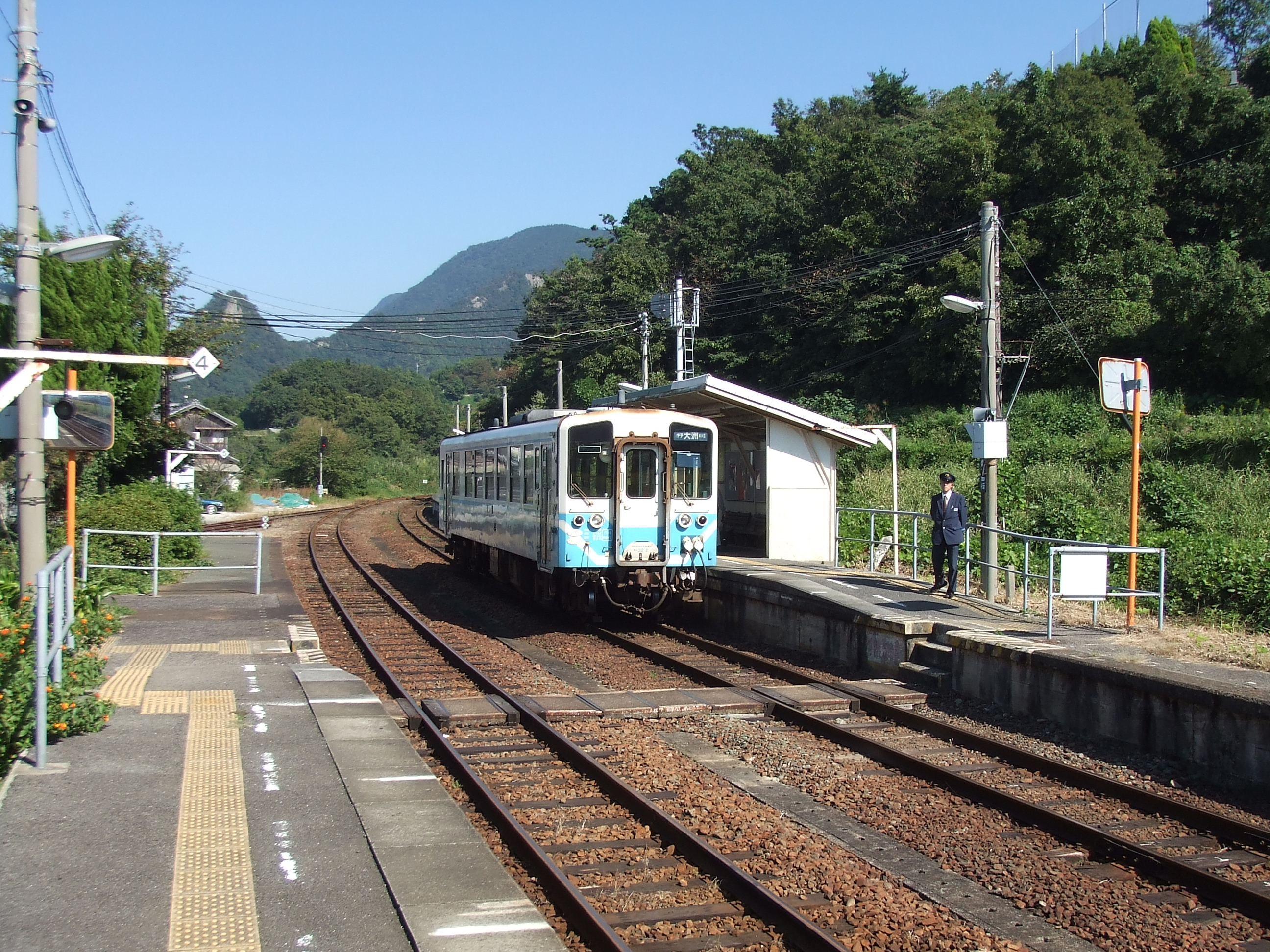
ホーム（2006年10月）

## 利用状況
- 1日平均の乗降人員は162人である（2006年度）。

伊予上灘駅の利用状況の変遷を下表に示す。
- 輸送実績（乗降人員）の単位は人であり、年度での総計値を示す[5]。
- 表中、最高値を赤色で、最高値を記録した年度以降の最低値を青色で、最高値を記録した年度以前の最低値を緑色で表記している。

| 年 度              | 当駅分輸送実績（乗降人員）：人／年度 | 当駅分輸送実績（乗降人員）：人／年度 | 当駅分輸送実績（乗降人員）：人／年度 | 当駅分輸送実績（乗降人員）：人／年度 | 特 記 事 項 |
| ------------------ | ------------------------------------ | ------------------------------------ | ------------------------------------ | ------------------------------------ | ----------- |
| 年 度              | 通勤定期                             | 通学定期                             | 定期外                               | 合 計                                | 特 記 事 項 |
| 2005年（平成17年） | 94,900                               | ←←←←                                 | 23,360                               | 118,260                              |             |
| 2006年（平成18年） | 96,360                               | ←←←←                                 | 21,900                               | 118,260                              |             |
| 2007年（平成19年） | 94,428                               | ←←←←                                 | 20,496                               | 114,924                              |             |
| 2008年（平成20年） | 90,520                               | ←←←←                                 | 29,200                               | 119,720                              |             |
| 2009年（平成21年） | 79,570                               | ←←←←                                 | 30,660                               | 110,230                              |             |
| 2010年（平成22年） |                                      | ←←←←                                 |                                      |                                      |             |
| 2011年（平成23年） |                                      | ←←←←                                 |                                      |                                      |             |
| 2012年（平成24年） |                                      | ←←←←                                 |                                      |                                      |             |

## 駅周辺

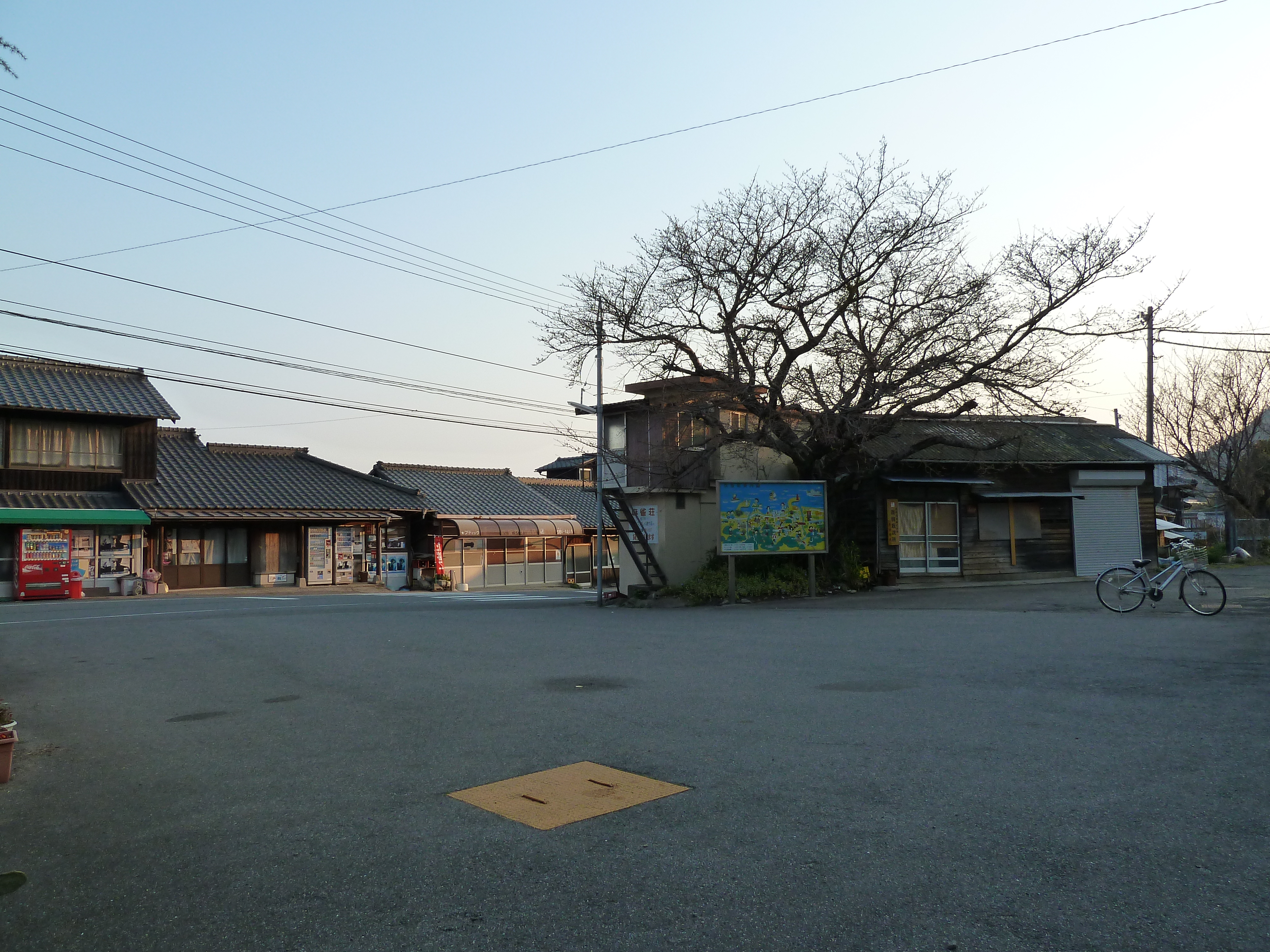
駅前ロータリー（2011年3月）

双海町の市街地まで徒歩15分。
- 灘町海水浴場
- ふたみシーサイド公園
- 夕日のミュージアム
- 国道378号
- ふたみ潮風ふれあい公園キャンプ場
- 伊予市立由並小学校

## その他
- 1977年には映画「男はつらいよ 寅次郎と殿様」のロケ地となった。
- 駅名に旧国名の「伊予」を冠しているのは、開業当時倉吉線に上灘駅（うわなだえき）があったからである。
- 観光列車「伊予灘ものがたり」の双海編では当駅に停車してホームで特産品の販売が行われることがある。また、運行当初より地元住民の飼い犬、飼い猫がミニ駅舎で伊予灘ものがたり乗客のお出迎えを行うこともある。JR四国は2019年7月に、乗客を笑顔にしてきたことを理由に、この動物たちを「福駅長」に任命した[6]。

## 隣の駅
四国旅客鉄道（JR四国）
■予讃線（愛ある伊予灘線）
高野川駅 (S07) - 伊予上灘駅 (S08) - 下灘駅 (S09)